# Denise van Druten
Denise van Druten (1930) es una botánica, y taxónoma sudafricana, especialista en los géneros Siphonochilus (familia Zingiberaceae), y Aloe (Aloaceae).

## Literatura
- mary Gunn, l.e.w. Codd. Botanical Exploration of Southern Africa: An Illustrated History of Early Botanical Literature on the Cape Flora. Biographical Accounts of the Leading Plant Collectors and Their Activities in Southern Africa from the Days of the East India Company Until Modern Times. CRC Press, 1981. ISBN 0-86961-129-1

- La abreviatura «Druten» se emplea para indicar a Denise van Druten como autoridad en la descripción y clasificación científica de los vegetales.[4]